# Lahiguera
Lahiguera é um município da Espanha na província de Jaén, comunidade autónoma da Andaluzia, de área 44,84 km² com população de 1887 habitantes (2004) e densidade populacional de 42,08 hab/km².

## Demografia
| Variação demográfica do município entre 1991 e 2004 | Variação demográfica do município entre 1991 e 2004 | Variação demográfica do município entre 1991 e 2004 | Variação demográfica do município entre 1991 e 2004 |
| --------------------------------------------------- | --------------------------------------------------- | --------------------------------------------------- | --------------------------------------------------- |
| 1991                                                | 1996                                                | 2001                                                | 2004                                                |
| 1928                                                | 1919                                                | 1876                                                | 1887                                                |